# 鮑翠薇
鮑翠薇（英語：Michelle Pau Tsui Mee，1963年9月14日—），香港女歌手、演員及主持人，活躍於1980年代。由於其演唱聲線甜美，並曾演唱百福紅豆沙的廣告歌，因此有「紅豆沙小姐」之稱。 1990年婚後淡出娛樂圈，轉職保險業。

## 簡歷
鮑翠薇於1980年代初期加入娛樂唱片，進入娛樂圈，同期娛樂唱片有王綺嘉、麥潔文等歌手出道，歌唱老師為著名歌唱老師張贊聲。早期以演唱單曲為主，作品有《我衹有期待》、《紅豆相思》、《藍色的眼蓋》等。其中《紅豆相思》改編為百福紅豆沙的廣告歌，鮑翠薇因其聲線甜美且富有磁性，而獲譽為「紅豆沙小姐」，又有暱稱「紅豆沙姐姐」。
1984年起，鮑翠薇開始長時間主唱無綫電視劇主題曲及插曲，當中包括《決戰玄武門》主題曲《夢裡幾番哀》、插曲《不見我淚流》；1985年《薛仁貴征東》主題曲《兩地情》等七首電視劇歌曲。1984年9月15至16日，鮑翠薇與林姍姍、李麗蕊、陳慧嫻及當時尚以唱片騎師藝名「611」進行演藝活動的林憶蓮，以香港樂壇青春少女歌手形象，於香港浸會學院大專會堂（今香港浸會大學大學會堂）合演青春音樂劇《初戀五重奏》。:74
1987年，鮑翠薇轉投日昇唱片，推出《愛的革命》專輯，以及同名單曲黑膠唱片（同錄《無期流淚》）。1989年，與溫兆倫合唱無綫電視劇《吉星報喜》插曲《一生情不變》，亦為亞洲電視劇集《幾度夕陽紅》及《塘西故事》主唱主題曲，為鮑迄今最後主唱的電視劇歌曲。
1990年，鮑翠薇與當時已拍拖五年之建築師男友結婚，開始淡出娛樂圈。鮑當時透露兩人關係是由偶像歌迷關係開始發展，夫婿是其忠實歌迷，每逢表演都經常捧場。由於經常接觸，日久生情，最終發展成情侶，共諧連理。婚後短暫繼續其幕前工作，同時繼續其婚前已從事之保險代理工作。鮑翠薇回憶當時曾計劃移民夏威夷，因鮑母病重而擱置。雖然從事保險代理多年，但鮑翠薇2002年才正式登記註冊成為保險代理人，任職至今。

## 音樂作品
| 發行年份 | 專輯名稱                | 發行公司 |
| 1983     | 我衹有期待‧有一日忘掉我 | 娛樂唱片 |
| 1984     | 決戰玄武門              | 娛樂唱片 |
| 1985     | 情心深處‧兩地情         | 娛樂唱片 |
| 1987     | 愛的革命                | 日昇唱片 |
| 1995     | 鮑翠薇精選              | 娛樂唱片 |

## 演出作品

### 綜藝節目
- 1983年：無綫電視《星光熠熠競爭輝》
- 1985年：無綫電視《龍鳳呈祥賀台慶》
- 1984年：無綫電視《K-100》
- 1989年至1992年：亞洲電視《下午茶》

### 電視劇
- 1985年：無綫電視劇《同居房客》
- 1985年：無綫電視劇《楚河漢界》（與吳啟華、石修、秦沛、翁美玲、惠天賜、陳玉蓮、商天娥等合演）
- 1986年：無綫電視劇《真命天子》（與劉德華、藍潔瑛、劉丹、周海媚、廖啟智、謝賢、歐陽珮珊等合演）

## 音樂獎項
- 1983年第三季（第33周）香港電台中文歌曲龍虎榜冠軍歌曲：《我衹有期待》
- 1983年度無綫電視勁歌金曲優秀選第三季金曲：《我衹有期待》
- 1984年第一季（第13周）香港電台中文歌曲龍虎榜冠軍歌曲：《夢裏幾番哀》
- 1984年度無綫電視勁歌金曲優秀選第一季金曲：《夢裏幾番哀》
- 1985年第二季（第18周）香港電台中文歌曲龍虎榜冠軍歌曲：《頂天立地》

### 音樂劇
- 1984年9月15、16日：連同林姍姍、陳慧嫻、林憶蓮、李麗蕊於大專會堂演出《初戀五重奏》[8]
- 1985年4月中旬：連同林姍姍、李麗蕊、何嘉麗、鄭丹瑞演出《愛情補習班》[9]

## 廣告
- 1983年：百福紅豆沙（演出、演唱廣告歌）[10]
- 1984年：大埔中心（演唱廣告歌）[11]
- 1984年：刀嘜花生油（演唱廣告歌）[12]

## 淡出娛樂圈後生活
淡出娛樂圈後鮑翠薇育有一子一女，並加入多個慈善公益組織：
- 1992年成為香港半山區扶輪社創社社員。2003年更担任該社社長
- 2011年起成為香港藝人高爾夫協會會員

鮑翠薇鮮再參與演藝活動，以媒體報道所知有以下：
- 2004年4月於一護老院活動中獻唱了名曲《漫步人生路》和《隨想曲》
- 2004年8月擔任區瑞強久別重逢演唱會嘉賓，獻唱一曲《紅豆相思》

## 外部連結
- 鮑翠薇《我衹有期待》MV （页面存档备份，存于）
- 鮑翠薇《紅豆相思》MV （页面存档备份，存于）
- 鮑翠薇《夢裡幾番哀》MV （页面存档备份，存于）
- 鮑翠薇 - 粵語流行曲黑膠唱片 （页面存档备份，存于）